# اتحادیه فدراسیون‌های فوتبال آذربایجان
فدراسیون فوتبال جمهوری آذربایجان (AFFA) (به ترکی آذربایجانی: (Azərbaycan Futbol Federasiyaları Assosiasiyası, AFFA) سازمان حاکم بر فوتبال در جمهوری آذربایجان است.این فدراسیون مسئول برگزاری مسابقات لیگ برتر ،جام حذفی آذربایجان و تیم ملی فوتبال آذربایجان است و در شهر باکو مستقر است.